# Caliente (Nevada)
Caliente é a única cidade do condado de Lincoln, estado do Nevada, nos Estados Unidos.

## Geografia
De acordo com o United States Census Bureau, a cidade tem uma área de 4,8 km², onde todos os 4,8 km² estão cobertos por terra.

### Localidades na vizinhança
O diagrama seguinte representa as localidades num raio de 96 km ao redor de Caliente. 

## Demografia
Segundo o censo nacional de 2010, a sua população é de 1 130 habitantes e sua densidade populacional é de 233,3 hab/km². Possui 530 residências, que resulta em uma densidade de 109,4 residências/km².